# Edmund Kupiecki (fotograf)

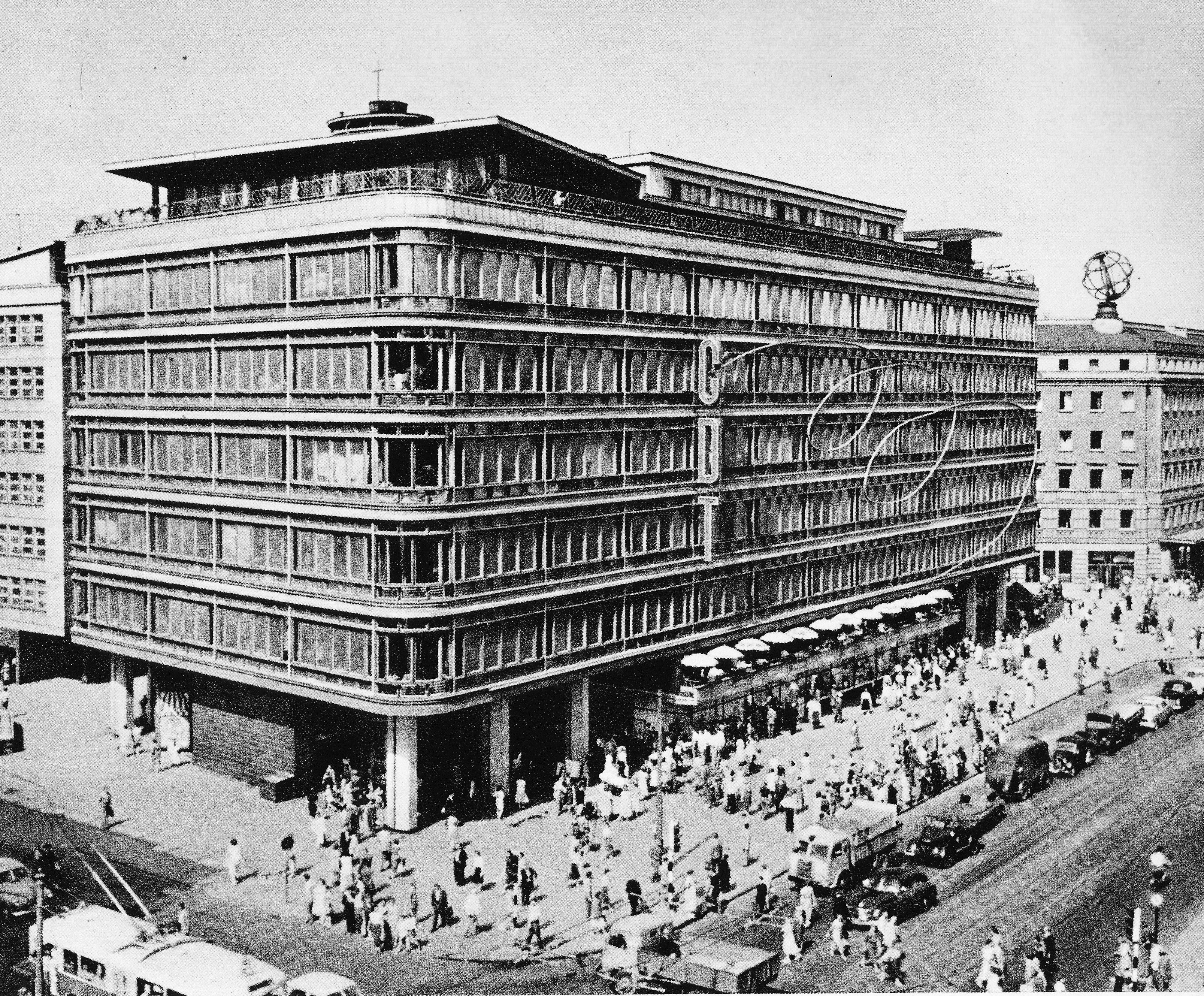
Centralny Dom Towarowy w Warszawie na fotografii Edmunda Kupieckiego

Edmund Kupiecki (ur. 8 kwietnia 1917 w Mińsku Litewskim, zm. 17 marca 2002 w Warszawie) – polski fotograf, fotoreporter, członek Związku Polskich Artystów Fotografików (nr leg. 74).

## Życiorys
Kształcił się na Wydziale Sztuk Pięknych Uniwersytetu Stefana Batorego w Wilnie. Fotografią zainteresował się ok. roku 1929. Pierwsze praktyki odbył w wileńskiej firmie fotograficznej Jana Bułhaka. W tym okresie dokumentował m.in. pogrzeb serca Marszałka Piłsudskiego w Wilnie 12 maja 1936. Po wojnie zamieszkał w Warszawie. Podjął wówczas studia na Politechnice Warszawskiej, a w celach zarobkowych prowadził z kolegą laboratorium fotograficzne. W roku 1948 podjął pracę w  Stołecznym Przedsiębiorstwie Budowlanym, dokumentując zniszczenia wojenne i odbudowę Warszawy. W latach 1948–1958 współpracował z tygodnikiem “Stolica”. Pracując w redakcji poznał innego wileńskiego fotografa Zbyszko Siemaszkę, któremu pomógł dostać się do ZPAF. Kilka jego fotoreportaży ukazało się gościnnie także w czasopiśmie „Świat”. Preferował pejzaż miejski, a jego prace odznaczały się perfekcją techniczną i doskonale odwzorowaną tonalnością obrazu, mimo połowicznej ślepoty.

## Publikacje albumowe
- 250 fotografii zamków i pałaców polskich, [współautorzy: Zbyszko Siemaszko, Janusz Smogorzewski; tekst: Andrzej Jeżewski] Wydawnictwo Warszawskiego Tygodnika Ilustrowanego „Stolica” 1957.
- Warszawa, [współautor: Jerzy Wendołowski], Arkady 1960. (228 fot.)
- Pobrzeże Gdańskie. Krajobraz i architektura, [tekst: Jerzy Stankiewicz, Bohdan Szermer], Arkady 1961.
- Warszawa. Krajobraz i architektura, [tekst: Jerzy Zarzycki], Arkady 1963. (ok. 200 fot.)[5]
- Kraków. Krajobraz i architektura, [tekst: Jerzy Dobrzycki], Arkady 1966.
- Łazienki warszawskie [tekst: Władysław Tatarkiewicz], Arkady 1968.
- Gdańsk. Krajobraz i architektura zespołu miejskiego, [tekst: Jerzy Stankiewicz, Bohdan Szermer], Arkady 1971.
- Warszawa dzisiejsza, [tekst: Stanisław Ryszard Dobrowolski], Arkady 1974. (87 fot.)